# Gennadij Cygankov
Gennadij Dmitrievič Cygankov (in russo Геннадий Дмитриевич Цыганков?; Vanino, 16 agosto 1947 – 16 febbraio 2006) è stato un hockeista su ghiaccio sovietico, dal 1991 russo.

## Palmarès

### Olimpiadi invernali
- 2 medaglie[1]:
  - 2 ori (Sapporo 1972; Innsbruck 1976)